# Ossaea micrantha
Ossaea micrantha är en tvåhjärtbladig växtart som först beskrevs av Olof Swartz, och fick sitt nu gällande namn av James Macfadyen och Célestin Alfred Cogniaux. Ossaea micrantha ingår i släktet Ossaea och familjen Melastomataceae. Inga underarter finns listade i Catalogue of Life.